# Nemanja Maksimović
Nemanja Maksimović (cyr. Немања Максимовић, ur. 26 stycznia 1995 w mieście Banja Koviljača) – serbski piłkarz grający na pozycji ofensywnego pomocnika. Od 2024 jest piłkarzem klubu Panathinaikos AO.

## Kariera piłkarska
Swoją karierę piłkarską Maksimović rozpoczął w klubie Gučevo Banja Koviljača. Następnie trenował w juniorach takich klubów jak: Omladinac Loznica i FK Crvena zvezda. W 2013 roku przeszedł do Hellas Verona, ale nie zaliczył w nim debiutu. Latem 2013 przeszedł do słoweńskiego NK Domžale. Zadebiutował w nim 18 października 2013 w zremisowanym 2:2 wyjazdowym meczu z NK Zavrč. W NK Domžale grał również w sezonie 2014/2015.
W lutym 2015 roku Maksimović podpisał kontrakt z kazachskim klubem FK Astana. Swój debiut w nim zaliczył 7 marca 2015 w zwycięskim 2:0 domowym meczu z Okżetpesem Kokczetaw. W 2015 roku wywalczył z Astaną mistrzostwo Kazachstanu oraz zdobył Superpuchar Kazachstanu.
| Sezon   | Klub          | Kraj       | Rozgrywki        | Mecze | Gole |
| ------- | ------------- | ---------- | ---------------- | ----- | ---- |
| 2012/13 | Hellas Verona | Włochy     | Serie B          | 0     | 0    |
| 2013/14 | NK Domžale    | Słowenia   | 1. SNL           | 11    | 0    |
| 2014/15 | NK Domžale    | Słowenia   | 1. SNL           | 16    | 3    |
| 2015    | FK Astana     | Kazachstan | Priemjer-Liga    | 23    | 6    |
| 2016    | FK Astana     | Kazachstan | Priemjer-Liga    | 23    | 6    |
| 2017/18 | Valencia CF   | Hiszpania  | Primera División | 15    | 0    |
| 2018/19 | Getafe CF     | Hiszpania  | Primera División | 36    | 1    |

## Kariera reprezentacyjna
W swojej karierze Maksimović grał w młodzieżowych reprezentacjach Serbii. W 2013 roku wystąpił z reprezentacją Serbii U-19 na Mistrzostwach Europy U-19 i wywalczył na nich mistrzostwo kontynentu. Z kolei w 2015 roku zagrał z reprezentacją U-20 na Mistrzostwach Świata U-20. Był na nich podstawowym zawodnikiem. W finałowym meczu z Brazylią, wygranym przez Serbię 2:1 strzelił zwycięskiego gola w 118. minucie, dzięki czemu Serbia wywalczyła tytuł mistrzowski.
W dorosłej reprezentacji Serbii Maksimović zadebiutował 23 marca 2016 roku w przegranym 0:1 towarzyskim meczu z Polską, rozegranym w Poznaniu.